# Brachyencyrtus araneoides
Brachyencyrtus araneoides är en stekelart som först beskrevs av Hoffer 1957.  Brachyencyrtus araneoides ingår i släktet Brachyencyrtus och familjen sköldlussteklar. Arten är reproducerande i Sverige. Inga underarter finns listade.